# 延斯-弗雷德里克·尼尔森
延斯-弗雷德里克·尼尔森（丹麥語：Jens-Frederik Nielsen，1991年6月22日—），格陵兰政治人物、羽毛球运动员，格陵蘭民主黨主席，自2025年4月7日起任格陵兰总理。

## 早年经历
尼尔森在格陵兰出生成长，拥有格陵兰大学社会学学位。

## 职业生涯
2020年，尼尔森当选格陵蘭民主黨主席，接任尼尔斯·汤姆森。
2020年5月，尼尔森获金·基尔森延揽入阁，掌管工业与矿产资源部。
2023年岛屿运动会，尼尔森获得羽毛球男单项目金牌。
2025年格陵蘭大選，尼尔森击败时任总理穆特·博鲁普·埃格德，并接任总理。

## 政治观点
2022年俄羅斯入侵烏克蘭，尼尔森敦促极地海鲜（Polar Seafood）公司停止在俄罗斯的业务，强调需要向俄罗斯施压并恢复欧洲和平。
2025年3月，针对美国总统唐納·川普购买格陵兰的提议，尼尔森展示强硬态度，拒绝被收购。
尼尔森主张优先发展格陵兰的商业，以实现经济自给自足，减少对丹麦中央政府拨款的依赖。